# Полл, Мелисса
Мели́сса Полл (англ. Melissa Paull; 22 марта 1980, Лос-Анджелес, Калифорния, США) — американская актриса

 и стендап-комик.

## Биография
Мелисса Паулл родилась в Лос-Анджелесе, штат Калифорния. Она поступила в колледж и изучила квантовую физику. Во время учёбы в колледже, она работала днём в качестве стажёра в PolyGram. Однако, по ночам, в которые она обслуживала столики в качестве официантки, она работала в комедийных клубах Лос-Анджелеса в качестве комика.
В 2001 году она сделала медленный переход от комика к комедийной актрисе. До прихода в MADtv в 2003 году, Полл сыграла небольшие роли в таких телевизионных шоу, как «Проклятый», «Скорая помощь», «C.S.I.: Место преступления Майами» и «Клиент всегда мёртв».

## Избранная фильмография
| Год  |   | Русское название                  | Оригинальное название                 | Роль               |
| ---- | - | --------------------------------- | ------------------------------------- | ------------------ |
| 2001 | с | Скорая помощь                     | ER                                    | Мать               |
| 2002 | с | C.S.I.: Место преступления Майами | CSI: Miami                            | Девин ДиМари       |
| 2003 | с | Клиент всегда мёртв               | Six Feet Under                        | женщина на бранче  |
| 2003 | ф | Блондинка в законе 2              | Legally Blonde 2: Red, White & Blonde | Ещё одна помощница |
| 2005 | с | Щит                               | The Shield                            | Трина              |